# Tuur Lemmens
Tuur Lemmens (1997) es un deportista belga que compite en acuatlón. Ganó una medalla de bronce en el Campeonato Europeo de Acuatlón de 2023.

## Palmarés internacional
| Campeonato Europeo | Campeonato Europeo | Campeonato Europeo | Campeonato Europeo |
| Año                | Lugar              | Medalla            | Prueba             |
| ------------------ | ------------------ | ------------------ | ------------------ |
| 2023               | Menen (Bélgica)    | Medalla de bronce  | Individual         |